# Xerox Ethernet
Xerox Ethernet – wczesna, opracowana w 1978 roku wersja Ethernetu, standardu powszechnie obowiązującego w sieciach lokalnych. Powstała ona w Palo Alto Research Center, słynnym kalifornijskim ośrodku badawczym firmy Xerox, a jej twórcami byli Bob Metcalfe oraz David Boggs.
Jest to historycznie najwcześniejsza sieć LAN stosująca okablowanie. Jej ideą było przesyłanie informacji we wspólnym medium, którym był kabel koncentryczny o maksymalnej długości 2500 m. Co 500 metrów umieszczano urządzenia regenerujące sygnał. Na końcach kabla stosowano tłumiki zapobiegające odbiciu sygnału. Komputery były dołączane do medium za pomocą nakręcanych na kabel nadajników-odbiorników. Prędkość transmisji wynosiła 2,94 Mbit/s.
Po raz pierwszy wprowadzono też nasłuchiwanie medium przed wysłaniem wiadomości oraz detekcję kolizji (algorytm CSMA/CD).

## Struktura ramki
Struktura ramki została opracowana przez firmy DEC, Intel i Xerox (stąd nazwa standardu – DIX Ethernet, pochodząca od pierwszych liter nazw tych firm):
| Preambuła | Adres docelowy | Adres źródłowy | Typ | Dane      | FCS |
| 8 B       | 6 B            | 6 B            | 2 B | 46-1500 B | 4 B |

- Preambuła – każdy z 8 bajtów ma postać 10101010, co przy zastosowaniu kodowania Manchester skutkuje otrzymaniem fali prostokątnej o częstotliwości 10 MHz trwającej 6,4 ms, pozwalając na synchronizację odbiornika z nadajnikiem.
- Adres docelowy – 6 bajtów adresu przeznaczenia ramki. Jest to fizyczny adres (MAC) urządzenia sieciowego. Umieszczany jest przed adresem źródłowym, żeby urządzenia przełączające w sieci mogły podjąć decyzję o przełączeniu ramki jak najszybciej po otrzymaniu ramki.
- Adres źródłowy – 6 bajtów adresu urządzenia wysyłającego ramkę.
- Typ – identyfikator procesu w urządzeniu odbierającym ramkę, dla którego ramka jest przeznaczona.
- Dane – dane użytkownika (zazwyczaj PDU wyższej warstwy). Dolne ograniczenie długości tego pola (46 bajtów) zostało wprowadzone w celu spełnienia warunku minimalnej długości ramki równej 64 bajty, niezbędnego dla mechanizmu detekcji kolizji. Jeżeli dane użytkownika mają mniejszą długość, zostają uzupełnione do wymaganych 46 bajtów. Maksymalna długość danych (1500 bajtów) została podyktowana wysoką ówcześnie ceną buforów pamięciowych wykorzystywanych przy odbiorze ramki.
- FCS – Frame Check Sequence – 4 bajty sumy kontrolnej CRC, pozwalającej wykryć błąd w transmisji. Odbiornik po odebraniu ramki oblicza CRC i porównuje z tym zawartym w ramce. Jeżeli obydwa ciągi są identyczne, to znaczy to, że ramka została przesłana bez zakłóceń. Należy zauważyć, że standard nie zapewnia żadnej korekcji błędów ani potwierdzeń transmisji.

## Różnice między formatem DIX Ethernet a standardemIEEE 802.3
| Preambuła | SoF | Adres docelowy | Adres źródłowy | Długość | Dane      | FCS |
| 7 B       | 1 B | 6 B            | 6 B            | 2 B     | 46-1500 B | 4 B |

SoF – Start of Frame – ostatni bajt preambuły ramki DIX zastąpiono w 802.3 bajtem 10101011 w celu zaznaczenia początku ramki i zapewnienia zgodności ze standardami IEEE 802.4 i IEEE 802.5.
Zastąpiono także pole Typ polem Długość, wskazującym całkowitą długość ramki.
W okresie powstawania standardu IEEE 802.3, implementacja DIX Ethernet była już bardzo popularna. Wprowadzenie 802.3 w roku 1980 nie wyparło starego formatu i w 1997 roku IEEE uznało obydwie wersje za dopuszczalne. Obecnie pole Typ/Długość jest interpretowane jako Typ, jeżeli ma wartość powyżej 1500 (ze względu na maksymalny rozmiar ramki), natomiast dla mniejszych wartości oznacza ono Długość. Takie rozumienie zawartości tego pola zapewnia wzajemną kompatybilność standardu DIX z IEEE 802.3.